# Central Arizona Project

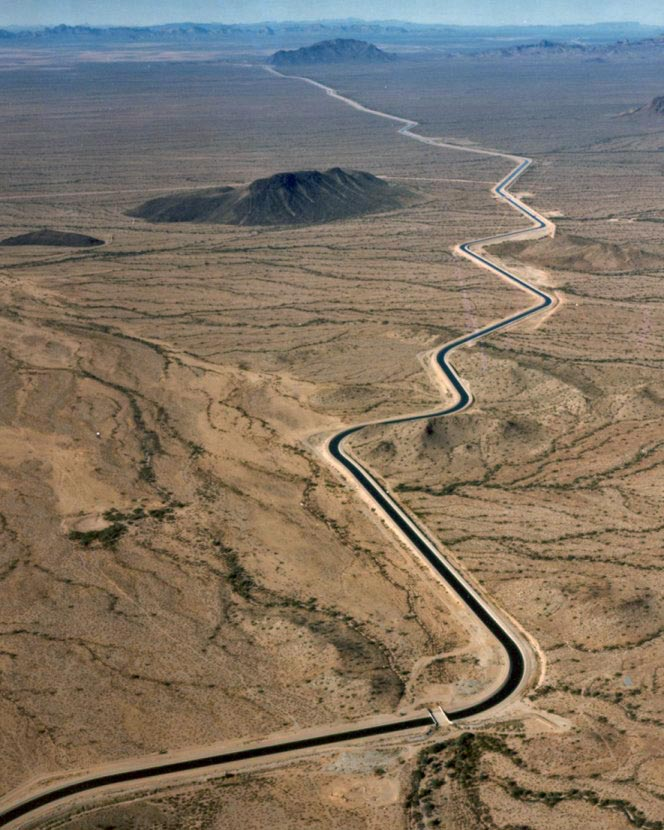
Central Arizona Project

Als Central Arizona Project (CAP) werden Planung und Bau einer 541 km langen Wasserführung, der längsten und teuersten in der Geschichte der Vereinigten Staaten, im US-Bundesstaat Arizona bezeichnet. Vom Colorado River wird am Stausee Lake Havasu Wasser entnommen und in die Mitte (Phoenix) und den Süden (Tucson) Arizonas geführt.
Teil des Entnahmebauwerks am Lake Havasu ist das Pumpwerk  "Mark Wilmer Pumping Plant" mit einer Leistung von 6 × 49.216 kW mit dessen Hilfe ein Höhenunterschied von 800 Fuß (244 Meter) überwunden wird.
Anschließend wird das Wasser durch den Buckskin Mountain Tunnel geführt. Ab hier fließt es dem Gefälle des Kanals folgend nach Zentral- und Südarizona, wobei insgesamt 13 weitere Pumpstationen helfen, es bis zum Endpunkt bei Tucson um weitere 380 m anzuheben.
Der Betrieb der insgesamt 14 Pumpen verschlingt 2,5 Millionen MWh pro Jahr und macht so das CAP zum größten Verbraucher von elektrischer Energie in Arizona.
Der Bau des CAP geht zurück auf den Colorado River Basin Project Act, welcher 1968 vom damaligen US-Präsidenten Lyndon B. Johnson unterzeichnet wurde. Er begann 1973 und die Konstruktion wurde 1994 für vollendet erklärt. Besonderen Anteil an der Realisierung des Projektes hatten die damaligen Politiker aus Arizona, Senator Carl Hayden, Senator Barry Goldwater sowie die Brüder Mo Udall und Stewart Lee Udall. Sie alle bezeichneten das Projekt als eines der wichtigsten Vorhaben des Bundesstaates und in der Geschichte Arizonas sowie ihrer Karrieren.

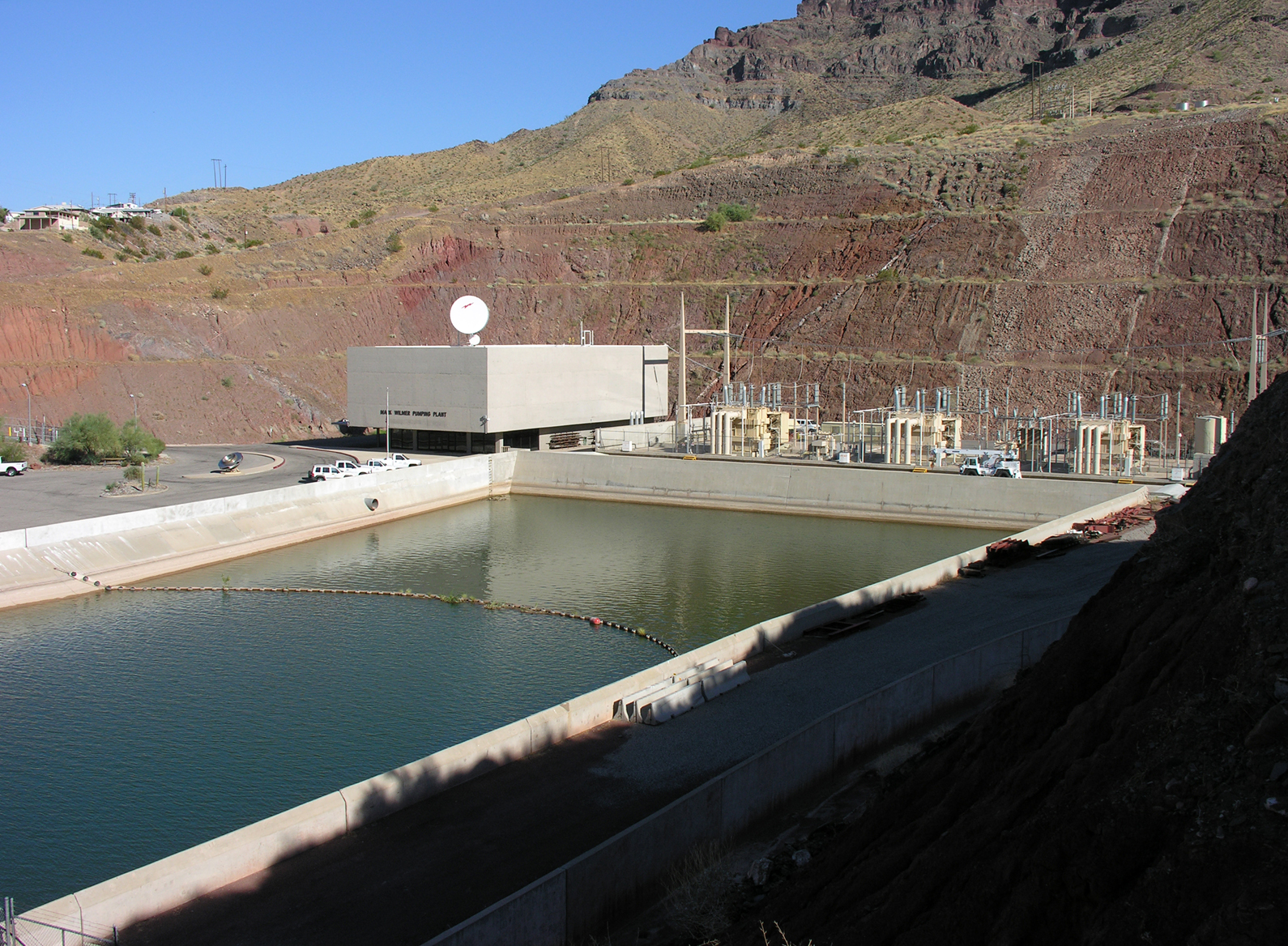

## Besonderheiten
- Neben den Metropolregionen Phönix und Tucson werden auch die drei Landkreise Maricopa County, Pinal County und Pima County sowie 405.000 Hektar landwirtschaftlicher Fläche mit Wasser versorgt.
- Neben der Wasserversorgung ist das CAP wichtig im Bereich des Hochwasserschutzes, dient zum Schutz von Fischen und Wildtieren und wird als Naherholungsgebiet genutzt.
- Der Kanal verliert jährlich etwa 5,2 Milliarden Gallonen (19,68 Mrd. Liter) Wasser durch Verdunstung, eine Menge die aufgrund steigender Temperaturen in Zukunft steigen wird.
- Jährlich gehen weitere 2,9 Milliarden Gallonen (10,97 Mrd. Liter) Wasser durch Austritt oder Versickerung im Beton verloren.
- Das Bauvorhaben gilt als die wahrscheinlich erfolgreichste parteiübergreifende Errungenschaft des 20. Jahrhunderts.[4]
- Bei Inbetriebnahme des Projektes kam zunächst verunreinigtes Wasser in vielen Haushalten in Tucson an, was die Betreiber zur Nachrüstung von Filtern und Schadenersatzzahlungen veranlasste.[5]